# No vuelvo más
No Vuelvo Más es el nombre que lleva el tercer y último sencillo del álbum "Mediocre" de la cantautora y actriz Ximena Sariñana.
- Datos: Q6044047